# Saffransticka
Saffransticka (Hapalopilus croceus) är en svampart som först beskrevs av Christiaan Hendrik Persoon, och fick sitt nu gällande namn av Donk 1933. Enligt Catalogue of Life ingår Saffransticka i släktet Hapalopilus,  och familjen Polyporaceae, men enligt Dyntaxa är tillhörigheten istället släktet Hapalopilus,  och familjen Hapalopilaceae. Arten är reproducerande i Sverige. Inga underarter finns listade i Catalogue of Life.
Arten är fridlyst i Sverige. 